# Stimmstockgreifer

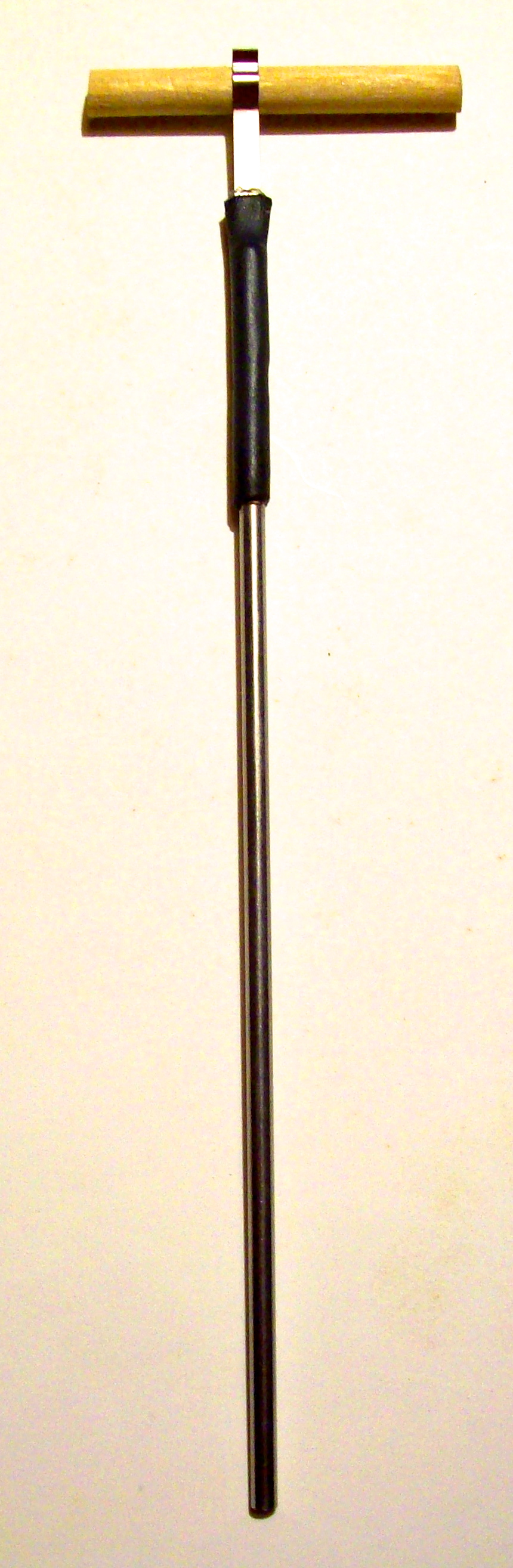
Stimmstockgreifer für Violine mit Stimmstock aus Holz

Der Stimmstockgreifer ist ein Werkzeug zur Reparatur für den Geigenbauer.
Der Stimmstockgreifer dient im Geigenbau dazu, einen umgefallenen Stimmstock im Inneren der Geige zu ergreifen und aus dem Instrument herauszunehmen.